# Ramaria
Ramaria Fr. ex Bonord., Handb. Allgem. mykol. (Stuttgart): 166 (1851),
è un genere di funghi basidiomiceti appartenente alla famiglia Gomphaceae.
Le circa 200 specie che vi appartengono hanno spore da bianche a brunastre, e il carpoforo coralliforme, claviformi, vermiforme o filiforme.
Il colore varia dal biancastro al giallastro, all'azzurro, fino al violaceo.
Si tratta di funghi ubiquitari, saprotrofi, che crescono sia nei boschi che nei prati.
Alcune Ramaria sono commestibili: la Ramaria aurea è di eccellente qualità, sia conservata sott'olio, che in stufato, o cucinata in sughi per paste e risotti ma, come tutte le Ramaria, solo previa cottura; alcuni tipi sono commestibili, ma di scarsa qualità, ad esempio la Ramaria sanguinea, altre invece, come la Ramaria formosa, sono addirittura tossiche e possono causare gravi disturbi gastro-enterici.

## Sinonimi
Di seguito sinonimi obsoleti del genere Ramaria :
- Cladaria Ritgen, Aufeinanderfolge Org. Gest. 2: 54 (1828)
- Clavariella P. Karst., Revue mycol., Toulouse 3(no. 9) 2 (1881)
- Corallium G. Hahn, Pilzsammler: 72 (1883)
- Coralloidea Roussel, Fl. Calvados, Edn 2: 49 (1806)
- Coralloides Tourn. ex Battarra, Fung. arim. hist.: 22 (1755)
- Dendrocladium (Pat.) Lloyd, Mycol. Writ. 5: 870 (1919)
- Lachnocladium sect. Dendrocladium Pat., J. Bot., Paris 3: 33 (1889)
- Phaeoclavulina Brinkmann, Jber. Westfäl. Prov.-Vereins 25: 197 (1897)

## Specie diRamaria
La specie tipo è Ramaria botrytis (Pers.) Ricken 1918, altre specie incluse nel genere sono:
- Ramaria aurea (Schaeff.) Quél., Fl. mycol. France (Paris): 467 (1888)
- Ramaria flava (Schaeff.) Quél., Fl. mycol. (Paris): 466 (1888)
- Ramaria formosa (Pers.) Quél., Fl. mycol. France (Paris): 466 (1888)
- Ramaria pallida (Schaeff.) Ricken, Vadem. Pilzfr.: 263 (1920)
- Ramaria stricta (Pers.) Quél., Fl. mycol. (Paris): 464 (1888)